# 墨菲 (北卡羅萊納州杜普林縣)
墨菲（英語：Murphey）是位於美國北卡羅萊納州杜普林縣的非建制地區。

## 地理
墨菲所處的海拔為高於海平面14米（即46英呎），而該地所採用的時區為UTC-5，即北美东部时区（EST）。同時該地設有夏令時間，為UTC-5調快一小時，即UTC-4（EDT）。